# Protoiereus

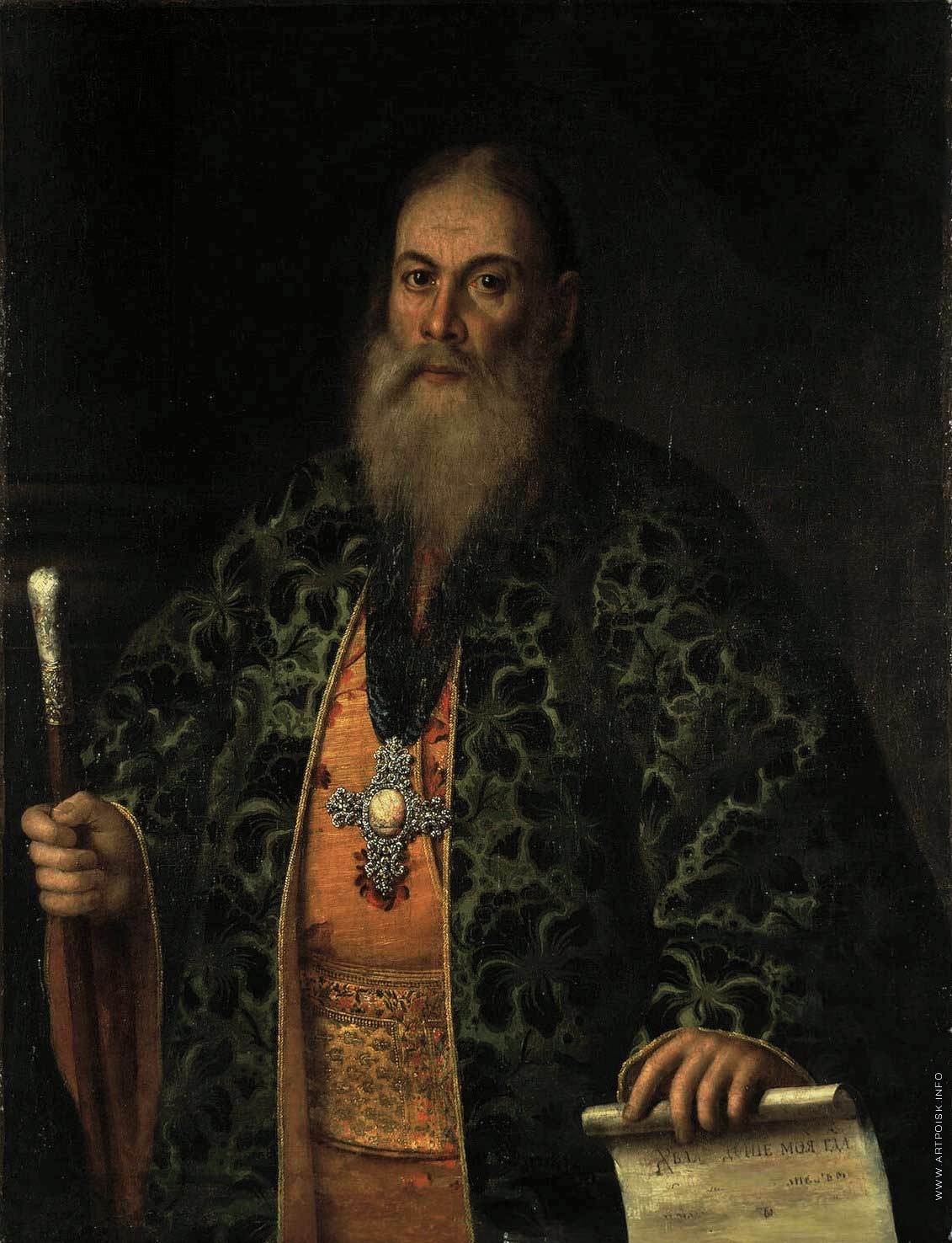
Le protoiereus Feodor Yakovlevitch Doubianski, confesseur des impératrices Élisabeth Ire et Catherine II (portrait d'Alexeï Antropov, 1761)

Un protoiereus (du grec ancien : πρωτοιερεύς premier prêtre ; de πρώτος premier et ἱερεύς prêtre) est un titre porté dans l'Église orthodoxe. Dans les pays de tradition catholique, on trouve un titre correspondant d'archiprêtre.

## Utilisation
Le protoiereus est un ancien iereus (appellation officielle d'un prêtre dans l'Église orthodoxe). Avant l'utilisation de ce terme, on désignait un protoiereus par le mot protopope dans de nombreux pays de tradition orthodoxe. Le mot pope n'étant globalement plus utilisé (et ayant même une connotation péjorative dans certains pays), on préfèrera utiliser d'autres termes comme protoiereus à la place de protopope, etc.

## Obtention
Ce sont les évêques qui ont le pouvoir de donner ce titre. Dans le patriarcat de Moscou par exemple, ce titre peut être accordé au plus tôt cinq ans après l'obtention de la croix pectorale, ou dix ans après l'ordination. Malgré cela, un évêque peut, en accord avec le Patriarche, nommer un protodiacre directement Protoiereus.

## Fonction
Un protoiereus officie habituellement dans une importante église orthodoxe (Храм (khram) en russe) et gère plusieurs prêtres de rang inférieurs dans la hiérarchie de l'Église (une dizaine en général).